# Miserez
 (juin 2009).
Si vous disposez d'ouvrages ou d'articles de référence ou si vous connaissez des sites web de qualité traitant du thème abordé ici, merci de compléter l'article en donnant les références utiles à sa vérifiabilité et en les liant à la section « Notes et références ».
Miserez est un hameau de Suisse.
Habité par une dizaine de personnes[réf. nécessaire], il est situé entre les villages de Charmoille et Miécourt et sur la commune de La Baroche.
Le village comprend un prieuré classé monument historique[réf. nécessaire].